# Washington Vélez
Washington Vélez (Durán, Provincia del Guayas, Ecuador, 26 de junio de 1992) es un futbolista ecuatoriano. Juega de volante por izquierda y su equipo actual es el Club Deportivo de Filanbanco de la Segunda Categoría de Ecuador.

## Trayectoria
Cuando apenas tenía 7 años de edad se unió a las divisiones inferiores de Emelec. En la temporada del 2010, el 3 de julio frente al Deportivo Quito en el Estadio Olímpico Atahualpa, debutó en Primera División junto a Jean Pierre de la Rosa, Francisco Rendón, Bryan Carranza y Luis Seminario en la última fecha de la Primera Etapa de dicho torneo, cuando una fecha antes Emelec se había asegurado el primer lugar.

## Clubes
| Club                         | País    | Año   |
| ---------------------------- | ------- | ----- |
| Club Deportivo de Filanbanco | Ecuador | 2023- |
| Emelec                       | Ecuador | 2010- |